# Jean Poutingon
 (avril 2014).
Si vous disposez d'ouvrages ou d'articles de référence ou si vous connaissez des sites web de qualité traitant du thème abordé ici, merci de compléter l'article en donnant les références utiles à sa vérifiabilité et en les liant à la section « Notes et références ».
Jean César Poutingon est un maître fondeur de cloches né le 18 août 1709 à Montpellier et mort à une date inconnue. 

## Réalisations
Certaines de ses cloches existent ou ont existé à Sète, Frontignan, à Congénies (Gard), Saint-Gély-du-Fesc, Fabrègues, Lavérune, Montpellier, Gignac, Saint-Martin-de-Londres, Saint-Mathieu-de-Tréviers, Aigues-Mortes, Lunel-Viel, Saint-Jean-de-Védas ou encore Saint-Laurent-d'Aigouze, Combaillaux, etc.. Certaines bénéficient de classement au titre des monuments historiques à titre d'objet.
On sait qu'il fournissait également des objets pour les lieux de culte par exemple en 1752 lorsqu'il réalise une fontaine en étain et un crucifix en laiton pour l'église de Saint-Bauzille-de-Montmel.

## Famille
Son père et grand-père étaient déjà maîtres fondeurs ou saintiers dans le Vaucluse à Pernes-les-Fontaines. Il fut actif dans la région de Montpellier, en Bas Languedoc, au milieu du XVIIIe siècle. 
Son fils Guillaume prendra sa suite ; deux de ses cloches existent encore à Cazilhac près de Ganges et aux Matelles. Un autre de ses fils, Jean, fera une brillante carrière de chirurgien à Montpellier. Quant à son troisième fils, il fut statuaire à la cour de Frédéric de Danemark.